# حيرام أبي

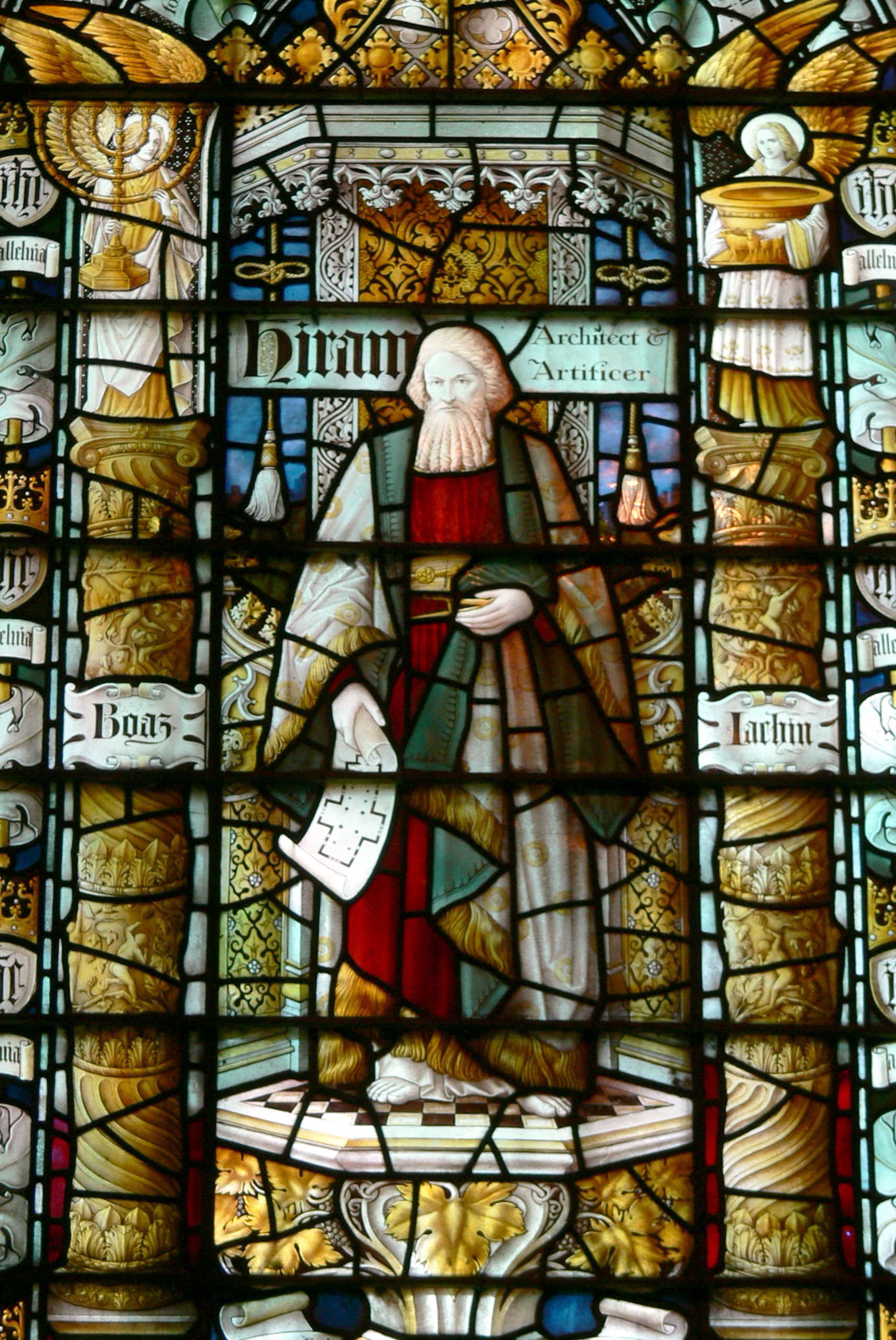
حيرام ممثل بين اثنين من أعمدة المعبد، على الزجاج الملون لكنيسة القديس يوحنا المعمدان، تشستر (انجلترا، 1900).

حيرام أبي أو «حورام أبي» أو «حيرام أبيف» هو معماري فينيقي من صور أرسله أحيرام ملك صور إلى النبي سليمان حكيم ليشرف على بناء هيكله. وذكر في التوراة في النص التالي بلسان الملك أحيرام:
«... والآن أرسلت رجلًا حكيمًا صاحب فهم حورام أبي ابن امرأة من بنات دان وأبوه رجل صوري ماهر في صناعة الذهب والفضة والنحاس والحديد والحجارة والخشب والأرجوان والاسمانجوني والكتان والقرمز ونقش كل نوع من النقش واختراع كل اختراع يلقى عليه مع حكمائك وحكماء سيدي داود ابيك.».
واشتهرت الشخصية في التقاليد الماسونية باسم حيرام أبيف المعماري الذي يموت وهو يدافع عن سر العمارة في إشارة إلى إخلاصه. إلا أن بحثًا حديثًا لرجال الماسونية يذكر أن حيرام أبيف هو الفرعون سقنن رع وليس الشخص الصوري.
يوجد قبر حيرام أبي في حناويه قرب مدينة صور جنوب لبنان.